# Indian Ocean Island Games 1985/Badminton
Bei den Indian Ocean Island Games 1985 wurden vom 24. bis zum 31. August 1985 auf Mauritius fünf Badmintonwettbewerbe ausgetragen.

## Medaillengewinner
| Disziplin    | Gold                                   | Silber                          | Bronze                            |
| ------------ | -------------------------------------- | ------------------------------- | --------------------------------- |
| Herreneinzel | Joseph Patrick Richard                 | Didier Plassan                  | Ravindren Sandrasagren            |
| Dameneinzel  | Cathy Foo Kune                         | V. Sandrasagren                 | Marie Claude Hurree               |
| Herrendoppel | Joseph Patrick Richard Philippe Lesage | Jacques Foo Kune Hervé Hardy    | O. Bahemia Ravindren Sandrasagren |
| Mixed        | Jacques Foo Kune Cathy Foo Kune        | Philippe Lesage A. Lan Moon Lin | O. Bahemia Marie Claude Hurree    |
| Herrenteam   | Mauritius                              | Malediven                       | Réunion                           |